# Adam Eaton
Adam Cory Eaton (Springfield, 6 dicembre 1988) è un giocatore di baseball statunitense.

## Carriera

### Minor League (MiLB)
Eaton frequentò la Kenton Ridge High School a Springfield, Ohio, sua città natale. Dopo essersi diplomato si iscrisse alla Miami University of Ohio di Oxford dove venne selezionato nel 19º turno del draft MLB 2010, dagli Arizona Diamondbacks, che lo assegnarono nella classe Rookie. Giocò la stagione 2011 nella classe A-avanzata e nella Doppia-A.

### Major League (MLB)

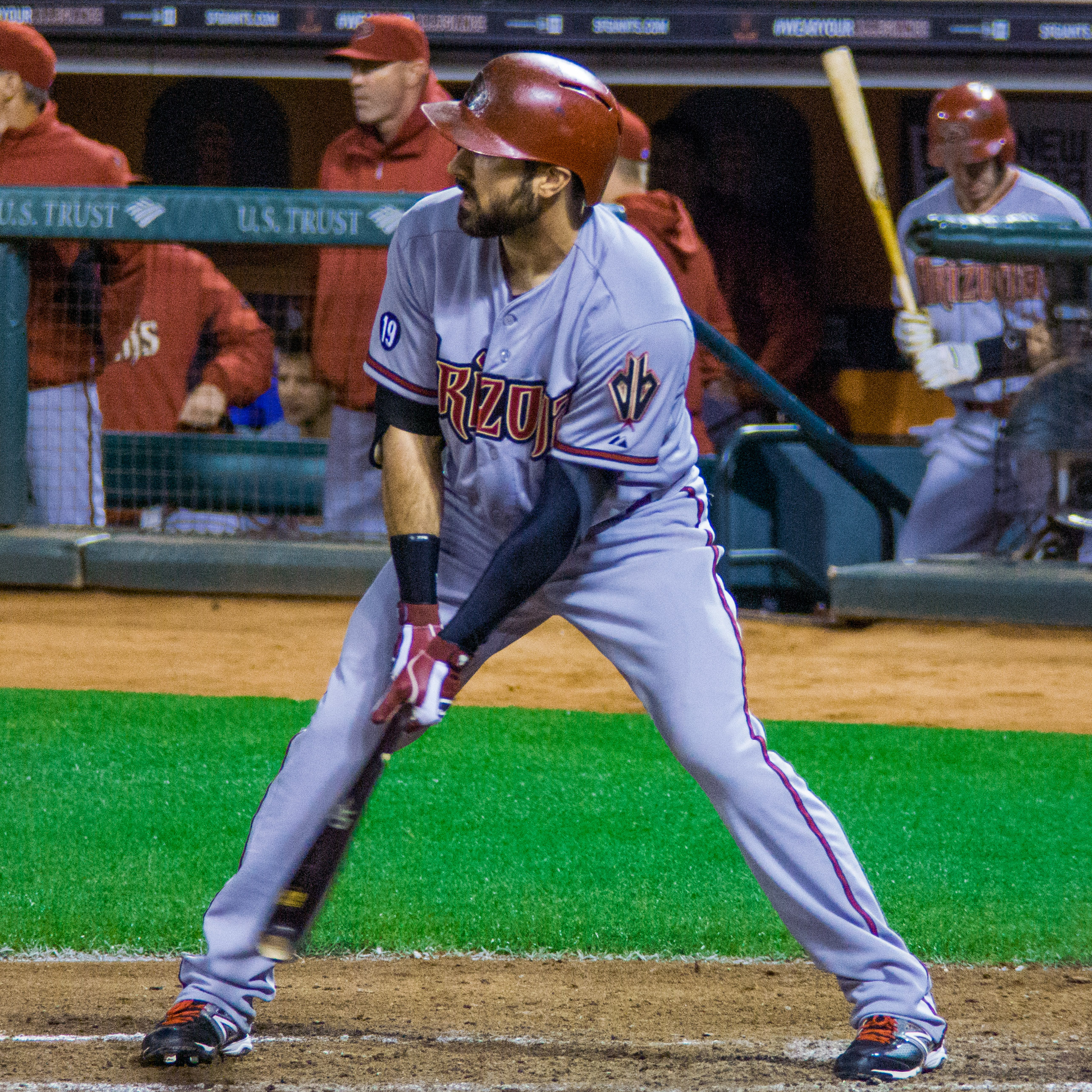
Eaton nel box di battuta per i Diamondbacks nel 2013

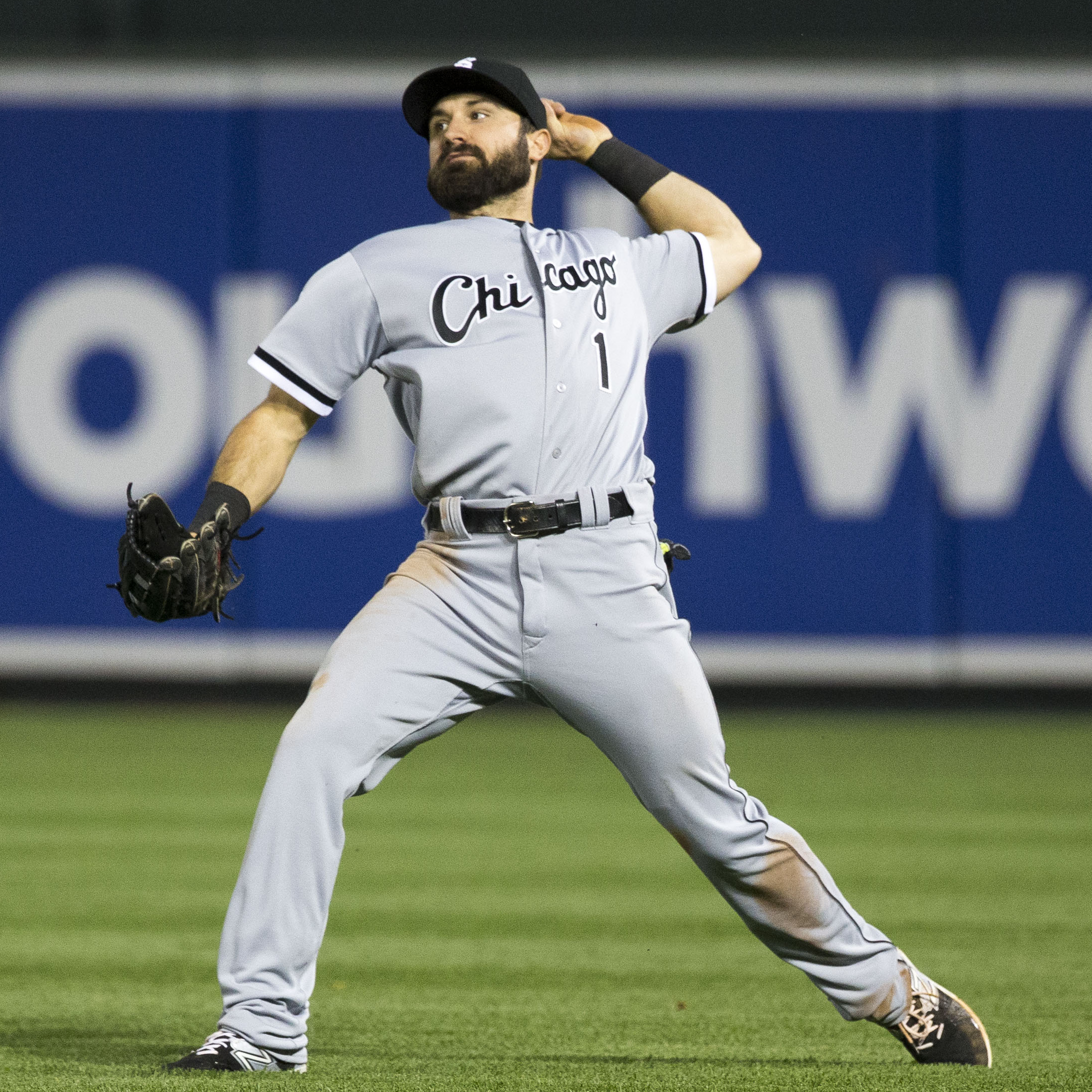
Eaton con i White Sox nel 2016

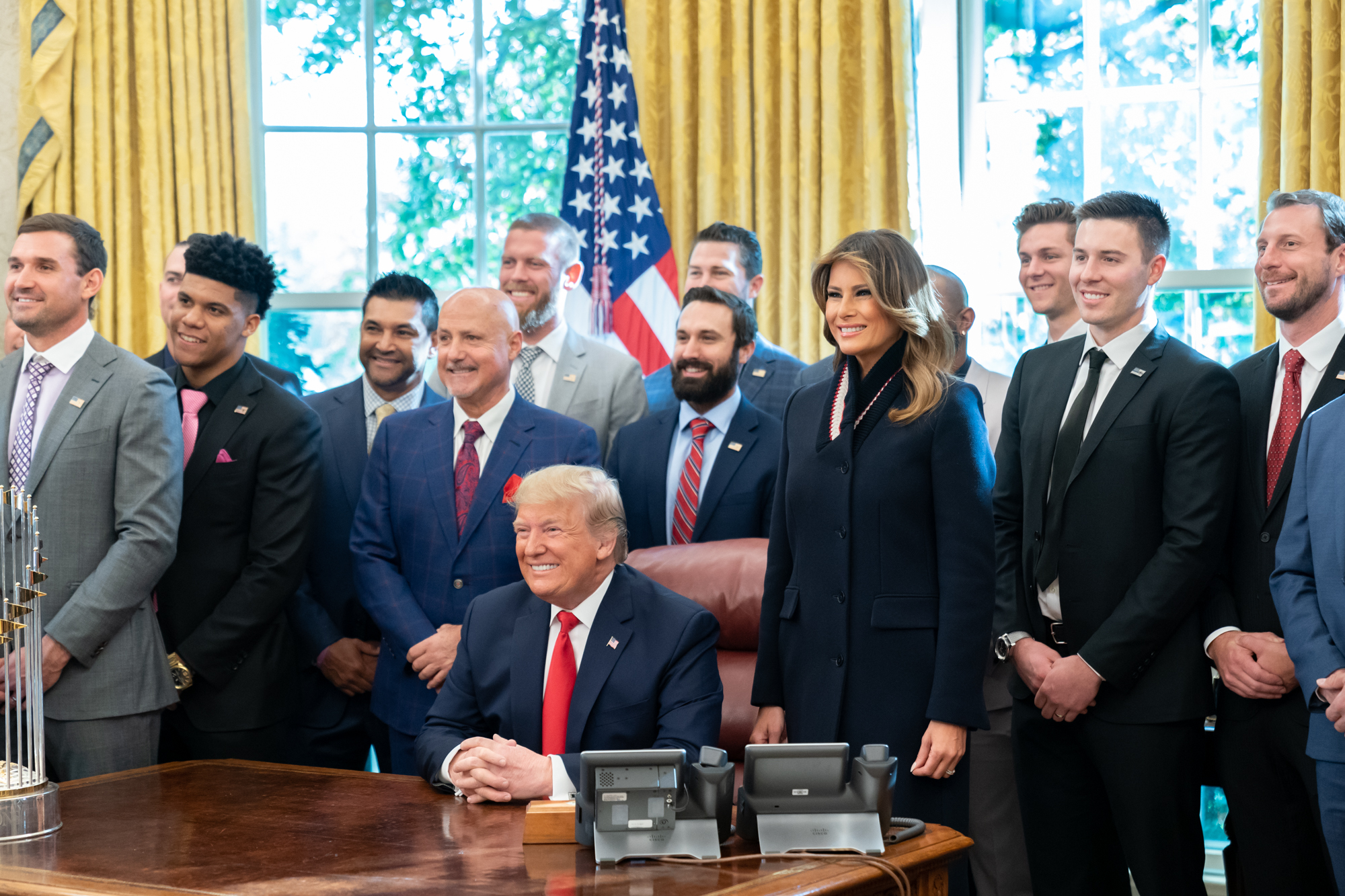
Adam Eaton (al centro, in piedi, prima fila) nella stanza ovale della casa bianca durante la cerimonia delle World Series 2019

Eaton debuttò nella MLB il 4 settembre 2012, al AT&T Park di San Francisco contro i San Francisco Giants. Concluse la stagione con 22 partite disputate nella MLB e 130 nella minor league (11 nella Doppia-A e 119 nella Tripla-A). L'anno seguente a causa di un infortunio rimediato durante lo spring training al gomito destro, saltò la prima parte della stagione. Tornò in campo in una partita di MLB nel luglio 2013.
Il 10 dicembre 2013, i Diamondbacks scambiarono Eaton con i Chicago White Sox per un giocatore da nominare in seguito. Il 13 dicembre venne inviato il giocatore di minor league Brandon Jacobs concludendo lo scambio. Nello scambio furono coinvolti anche i Los Angeles Angels of Anaheim.
Nel 2014 fu il giocatore della AL ad aver battuto più tripli, risultato condiviso con Michael Bourn.
Durante lo spring training 2015, Eaton e i White Sox firmarono un contratto quinquennale del valore complessivo di 23.5 milioni di dollari, con un'opzione per ulteriori due anni.
Nel 2016 fu di nuovo il giocatore della AL ad aver battuto più tripli.
Il 7 dicembre 2016, i White Sox scambiarono Eaton con i Washington Nationals per un Lucas Giolito, Reynaldo Lopez e il giocatore di minor league Dane Dunning.
Il 28 aprile 2017, Eaton si infortunò al ginocchio e alla caviglia sinistra all'impatto con la prima base, evento che lo costrinse a saltare il resto della stagione dopo aver giocato solo 23 partite. Ebbe problemi causati da questo infortunio anche nella stagione seguente, che lo costrinsero a operarsi il 10 maggio 2018. Concluse la stagione con all'attivo 95 partite disputate.
Alla fine dell'anno divenne campione delle World Series con i Nationals, che batterono gli Houston Astros per quattro gare a tre, ottenendo il loro primo titolo della franchigia.
L'8 dicembre 2020, Eaton firmò un contratto annuale del valore di 7 milioni di dollari con i Chicago White Sox con inclusa un'opzione del club di 8.5 milioni per la stagione 2022. Tuttavia il 7 luglio 2021, Eaton venne designato per la riassegnazione e svincolato cinque giorni dopo, il 12 luglio.
Il 14 luglio 2021, Eaton firmò un contratto con i Los Angeles Angels. Venne designato per la riassegnazione il 15 agosto e svincolato il 20 agosto 2021.

## Palmarès

### Club
- World Series: 1

Washington Nationals: 2019

### Individuale
- Giocatore della settimana: 2

AL: 2 agosto 2015
NL: 1º aprile 2018